# Culladia yomii
Culladia yomii là một loài bướm đêm trong họ Crambidae.